# 林琢己
林 琢己（はやし たくみ、1960年 - ）は、日本の地方公務員。横浜市副市長。神奈川県横浜市出身。早稲田大学大学院修了。

## 来歴・人物
神奈川県横浜市出身。
横浜市立金沢高等学校、早稲田大学社会科学部、早稲田大学大学院政治学研究科を経て、1985年横浜市役所入庁。
2001年南区区政推進課長、2003年市民局、2006年都市経営局部次長（政策課長）。2008年市民活力推進局市民協働推進部長、2010年には市民局区政支援部長。
2012年から金沢区長、2015年に経済局長。2020年 横浜市副市長就任。2022年3月横浜市副市長を退任し、同年6月に株式会社横浜国際平和会議場の代表取締役社長に就任した。

## 略歴
- 1983年3月 - 早稲田大学社会科学部卒業
- 1985年3月 - 早稲田大学大学院政治学研究科修了
- 1985年4月 - 横浜市役所入庁（下水道局総務課庶務係配属）
- 1988年 - 総務局事務管理部行政管理課係員
- 1991年 - 金沢区区政部区政推進課調整係長
- 1993年 - 都市計画局計画調整部企画調整課担当係長
- 1994年 - 総務局人事部人事企画課担当係長
- 1996年 - 総務局人事部人事課人事第二係長
- 1997年 - 都市計画局総務部総務課庶務係長
- 1998年 - 都市計画局課長補佐（総務部総務課庶務係長）
- 2001年 - 南区総務部区政推進課長
- 2003年 - 市民局地域振興部区連絡調整課長
- 2004年 - 市民局区政支援部区連絡調整課長
- 2005年 - 市民局部次長（総務部総務課長）
- 2006年 - 都市経営局部次長（政策部政策課長）
- 2008年 - 市民活力推進局市民協働推進部長
- 2010年 - 市民局区政支援部長
- 2012年 - 金沢区長
- 2015年 - 経済局長
- 2020年 - 横浜市副市長
- 2022年 - 横浜市副市長退任
- 2022年6月29日 -パシフィコ横浜を運営する株式会社横浜国際平和会議場の代表取締役社長に就任[3]